# 喬阿奇
喬阿奇是哥倫比亞的城鎮，位於該國中部，由昆迪納馬卡省負責管轄，距離首府波哥大42公里，始建於1560年9月29日，面積223平方公里，海拔高度1,927米，2005年人口10,874。
4°31′N 73°55′W / 4.517°N 73.917°W